# Анопченко, Дмитрий Юрьевич
Дмитрий Юрьевич Анопченко (укр. Дмитро Юрійович Анопченко; род. 11 марта 1974, Одесса, УССР) — украинский журналист и телеведущий, медиа-консультант и коуч.

## Биография

### Ранние годы
Родился 11 марта 1974 года. Детские годы и юность прошли в Одессе. В детстве снимался в кино, а в 6 лет провёл свою первую программу на Одесском телевидении.

### Телевизионная карьера
В 1994 году начал телевизионную карьеру корреспондентом в молодёжной редакции Одесского государственного телевидения. Работал редактором молодёжных, а в дальнейшем — информационных и публицистических передач. Был ведущим новостей, телемарафонов, прямых эфиров.
В сентябре 2000 года начал работать в украинской телекомпании «Новый канал» как собственный корреспондент в Одессе и Южном регионе Украины. Одновременно сотрудничал с французским информационным агентством Франс-Пресс, немецкой телекомпанией Deutsche Welle и другими зарубежными СМИ. Проводил журналистские расследования, как корреспондент и продюсер принял участие в съемках канадского документального фильма «Frontline: SexSlaves», который получил приз «Эмми» как лучший проект в жанре «расследование».

### Общественная деятельность и образование
Совмещал работу с учёбой в Одесском региональном институте государственного управления, который окончил в 2002 году по специальности «государственное управление» и получил диплом с отличием. Вместе с коллегами-журналистами основал в Одессе общественную организацию «Topmedia», которая занималась обучением молодых журналистов и защитой свободы слова. Проводил тренинги для журналистов. Выиграл грант на стажировку в Европейской Комиссии от образовательного проекта BBC World Service Trust, подробно изучал в Брюсселе работу Европейских институтов. Прошел специальный «тренинг для тренеров» от BBC World Servise Trust, получив сертификат медиа-тренера.
Выпускник Украинской школы политических исследований, курс 2009 года.

### Работа на «К-1»
В мае 2004 года был приглашен Анной Безлюдной на телеканал «К1», который тогда только начинал вещание. Сперва работал собственным корреспондентом в г. Одессе, а потом — вместе с Анной Гомонай был ведущим информационной программы «Один день».

### Работа на «Интере»
В мае 2006 года начал работать на телеканале «Интер». Был репортёром, ведущим утренних и дневных новостей, создавал корреспондентское бюро телекомпании в Великобритании, организовал его работу с нуля и работал в Лондоне полтора года как специальный корреспондент телеканала «Интер» в Великобритании.
Долгое время освещал события Каннского кинофестиваля и вручения кинопремии «Оскар» для новостей телеканала «Интер».
В 2008 году сделал первые репортажи из Соединенных Штатов Америки о предвыборной кампании кандидата в президенты Барака Обамы, после чего получил предложение работать в американском бюро телеканала «Интер» в Вашингтоне и был собственным корреспондентом телеканала в США. Во время одного из интервью случайно познакомился с тогдашним владельцем конкурса «Мисс Вселенная» Дональдом Трампом.
В октябре 2013 года получил предложение заменить Евгения Киселёва в качестве ведущего итоговой информационно-аналитической программы телеканала «Интер» «Подробности недели», после чего вернулся из Вашингтона в Киев и провел первый эфир 6 октября 2013. Программа поддерживала и освещала студенческие протесты на Майдане. «Подробности недели» с ведущим Анопченко стали одной из самых рейтинговых программ телеканала. 26 ноября 2013 Анопченко был номинирован на национальную телевизионную премию «Телетриумф» в номинации «репортёр».
В декабре 2013 года после смены руководства информационной службы телеканала «Интер» и массовых увольнений руководителей ключевых подразделений и журналистов, из-за цензуры и изменения редакционной политики отказался от ведения эфиров и был заменен как ведущий программы «Подробности недели» на Андрея Данилевича. Работал как локальный продюсер в составе съемочной группы американской телекомпании Си-Би-Эс, ежедневно освещая события на Майдане и массовые протесты в Киеве против режима президента Януковича.
В апреле 2014 года — после смены руководства новостной службы телеканала «Интер», которая отменила цензуру в новостях, снова вернулся как ведущий программы «Подробности недели». Телевизионный проект был переформатирован.
21 февраля 2016 попал в политический скандал, когда в прямом эфире «Подробностей недели» из-за ошибки звукорежиссёра при включении с Майдана независимости параллельно был слышен звук из эфирной аппаратной — разговор редакторов программы, в том числе и нецензурная брань. Техническая ошибка вызвала критику в отношении телеканала. Дмитрий Анопченко начал следующий эфир программы 28 февраля 2016 с личных извинений перед зрителями за этот инцидент.
В июле 2016 телеканал предложил Дмитрию Анопченко вернуться в Соединённые Штаты, для чего корреспондентский пункт «Интера» в Вашингтоне был расширен и преобразован в информационное бюро.

### Работа в США
Работая в США, Дмитрий Анопченко стал первым украинским журналистом в её истории, которого приняли в Ассоциацию корреспондентов при Организации Объединенных Наций, и первым корреспондентом украинского СМИ, получившим официальную аккредитацию Пентагона и Конгресса США. Дмитрий Анопченко также является действительным членом Ассоциации радио- и телевизионных корреспондентов Конгресса США.
Комментирует политику США в отношении Киева для многочисленных СМИ и консультирует авторитетные зарубежные медиа по событиям в Украине. Востребован в качестве специалиста по медиа и по персональному брендингу.

## Хобби
Занимается сквошем и плаванием, интересуется энергетическими практиками, фотографирует, любит путешествовать.